# Filippo Magli
Filippo Magli (* 29. April 1999 in Empoli) ist ein italienischer Radrennfahrer.

## Sportlicher Werdegang
Als Junior war Magli Mitglied der italienischen Nationalmannschaft und startete unter anderem im UCI Men Juniors Nations’ Cup, blieb aber ohne zählbare Ergebnisse. Nach dem Wechsel in die U23 wurde er Mitglied im Verein Mastromarco-Sensi-Nibali und gewann in den fünf Jahren im Team drei Rennen des nationalen Kalenders.
Nachdem Magli 2021 und 2022 bereits Stagiaire bei Green Project-Bardiani CSF-Faizanè war, erhielt er zur Saison 2023 einen Vertrag beim italienischen UCI ProTeam. Bereits im ersten Jahr absolvierte er mit dem Giro d’Italia die erste Grand Tour seiner Karriere. Im August erzielte er seinen ersten Sieg als Profi, als er das erstmals im UCI-Kalender stehende belgische Eintagesrennen Muur Classic Geraardsbergen gewann und damit Nachfolger von Mathieu van der Poel wurde. Als Dritter der Tour of Hainan und Vierter beim Eintagesrennen Gran Piemonte folgten 2024 weitere Spitzenplatzierungen.

## Erfolge
2023
- Muur Classic Geraardsbergen

## Grand Tour-Platzierungen
| Grand Tour            | 2023 | 2024 |
| --------------------- | ---- | ---- |
| Giro d’ItaliaGiro     | 106  | –    |
| Tour de FranceTour    | –    | –    |
| Vuelta a EspañaVuelta | –    | –    |